# Interstat
Interstat je slovensko podjetje, ki se ukvarja z javnomnenjskimi in tržnimi raziskavami.